# Кольбушова-Дольна
Кольбушова-Дольна (пол. Kolbuszowa Dolna) — село в Польщі, у гміні Кольбушова Кольбушовського повіту Підкарпатського воєводства.
Населення — 2154 особи (2011).
У 1975-1998 роках село належало до .

## Демографія
Демографічна структура станом на 31 березня 2011 року:
|          | Загалом | Допрацездатний вік | Працездатний вік | Постпрацездатний вік |
| -------- | ------- | ------------------ | ---------------- | -------------------- |
| Чоловіки | 1050    | 222                | 709              | 119                  |
| Жінки    | 1104    | 215                | 680              | 209                  |
| Разом    | 2154    | 437                | 1389             | 328                  |